# Therese Zamara

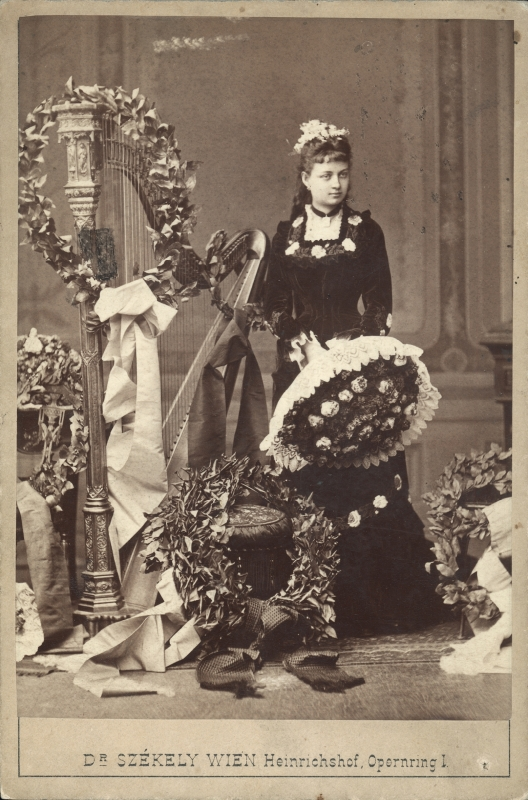
Therese Zamara, Fotografie von Josef Székely

Theresia Maria Hermine Zamara (* 14. April 1856 in Wien; † 23. August 1927 ebenda) war eine österreichische Harfenistin und Musikpädagogin.

## Leben

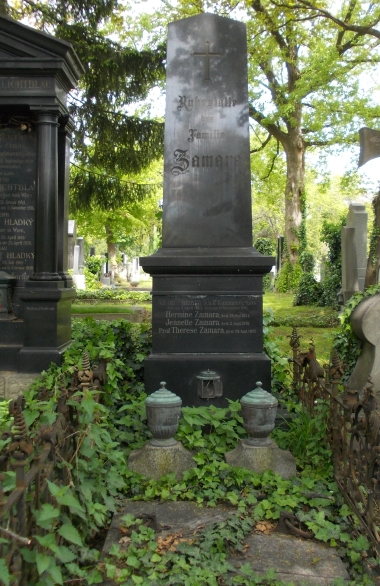
Grabstätte der Familie Zamara

Theresia Maria Hermine Zamara war eine Tochter des in Mailand geborenen Antonio Zamara (1823–1901) und ältere Schwester von Alfred Zamara. Von 1869 bis 1875 studierte sie am Konservatorium der Gesellschaft der Musikfreunde in Wien (GdM) Harfe bei ihrem Vater und Klavier bei Franz Ramesch. 1876 errang sie die Silbermedaille der GdM. Bis 1881 gehörte sie als Harfenistin dem Orchester des Wiener Ringtheaters an, ab 1889 war sie Mitglied des königlich ungarischen Opernorchesters in Budapest. Sie unterrichtete von 1898 bis 1919 als Professorin am Konservatorium der GdM bzw. an der Musikakademie.
Sie wurde auf dem Wiener Zentralfriedhof (Gruppe 56B, Reihe G2, Nummer 18) beerdigt.